# DUV (athlétisme)
 (janvier 2019).
La Deutsche Ultramarathon-Vereinigung ou DUV (en français : association allemande d'ultra-marathon) est une structure associative allemande dédiée aux courses et coureurs d’ultra-marathons. Son objectif est de promouvoir, cultiver et développer la pratique de la course d'ultrafond (qui va au-delà de la distance du marathon (42,195 km) en Allemagne et aussi dans le monde entier.
La DUV gère également une base de données de résultats sur les courses d'ultra-marathon dans le monde et présente des données statistiques, des classements nationaux et internationaux. Ces informations sont actualisées, accessibles et consultables depuis la plateforme dédiée.

## Histoire, objectifs, réalisations
La DUV est créée le 29 décembre 1985 à Rodenbach (près de Hanau) par 22 membres fondateurs,.  En 1987, la DUV compte une centaine de membres. En 1995, elle atteint la barre des 1000 et en 2002, elle compte environ 1 500 membres.  En avril 2017, la DUV représente plus de 1 600 membres, ce qui en fait la plus grande organisation de coureurs d'ultra-marathon au monde. Des athlètes étrangers ont également rejoint la DUV au fil des ans en raison de ses services spéciaux.
Au moment de la création de la DUV, les ultra-marathons sont considérés comme une activité marginale douteuse d’une petite minorité qui se moquent de la communauté sportive et aussi des officiels du sport. Le but de la DUV est d'aider l'ultra à devenir une discipline de course à pied indépendante. L'effort prioritaire est d'organiser des championnats allemands officiels de 100 km et de faire des classements appropriés. Au cours des développements ultérieurs, d'autres distances sont incluses en tant que championnats d’ultra-marathon de la DUV. Sur cette base, les équipes nationales allemandes d’ultra-marathon de la Fédération allemande d'athlétisme peuvent s'établir dès le début au sommet de la hiérarchie au niveau mondial et européen, comme avec le championnats du monde du 100 kilomètres de l'International Association of Ultrarunners (IAU) en 1988, sous le patronage de l'Association internationale des fédérations d'athlétisme (IAAF), et en 1992, le championnat d'Europe des 100 km de l'IAU et le challenge européen des 24 heures de l'IAU sont lancés sous le haut patronage de la Fédération européenne d'athlétisme (EAA).
Les réalisations de la DUV sont :
- Initiation des championnats allemands à la course sur route de 100 km de la Fédération allemande d'athlétisme (DLV) en 1987, depuis 1990 avec les championnats seniors officiels.
- Initiation des principaux classements officiels de la DLV dans la course sur route de 100 km.
- Introduction et performance annuelle des « championnats allemands de la DUV » aux 24 heures, aux 6 heures, aux 50 km sur route et à l’ultra-trail.
- Préparation de directives pour l'exécution de ces championnats ainsi que pour la tenue des listes des meilleurs résultats et records de la DUV.
- Performance annuelle d'un DUV CUP sur différentes distances[Quoi ?].
- Mise en place de bases de financement dans le but de renforcer l'ultra dans les régions.
- Publication quatre fois par an de l'organe officiel de la DUV, la revue Ultra-Marathon, avec des rapports et des contributions de la scène ultra-marathon, avec des listes de rendez-vous et un service de gains pour les ultra-marathons.
- Ancrer la position de l'ultra-marathon avec des consultants auprès de la fédération allemande d'athlétisme et au conseil d'administration de la DUV.

## Statistiques
En 2022, la DUV gère une base de données concernant 7,1 millions de résultats d'ultra-marathons obtenus par plus de 1,7 million de coureurs lors de plus de 78 000 courses différentes depuis sa création en 1985. Cette base de données est en libre accès et chacun peut ainsi, par exemple, obtenir la liste des courses ultras auxquels il a participé au fil des années, avec tous ses résultats.

### Quelques données statistiques
- En 2022, les cinq pays comptant le plus de coureurs d'ultramarathon actifs (ayant participé à une course d'ultra durant l'année) sont : les Etats-Unis (65220), la France (63597), le Japon (29001), le Royaume-Uni (22304) et l'Afrique du Sud (15458)
- En 2023, plus de 80 coureurs âgés de plus de 80 ans ont accompli un ultra-marathon dans le monde[4]
- Nombre de courses d'ultra-marathon organisées à travers le monde par année[5]
  - 2018 : 6791
  - 2019 : 7509
  - 2020 : 3295
  - 2021 : 5671
  - 2022 : 7378

## Présidents de la DUV
- Karl Lennartz : 1985 - 1987
- Bernd Evers : 1987 - 1990
- Harry Arndt : 1990 - 2001
- Volkmar Mühl : 2001 - 2005
- Ulrich Welzel : 2005 - 2006
- Stefan Hinze : 2006 - 2012
- Wolfgang Olbrich : août à octobre 2012 (provisoire)
- Jörg Stutzke : 2012 - 2017
- Günther Weitzer : 2017 - 2019
- Olaf Ilk: depuis 2019[6]

## Membres honoraires de la DUV
- Président honoraire : Harry A. Arndt
- Membre honoraire : Werner Sonntag (Journalist) (de)
- Membre honoraire : Horst Preisler (de)
- Membre honoraire : Helmut Urbach (de)
- Membre honoraire : Ingo Schulze
- Membre honoraire : Helga Backhaus
- Membre honoraire du conseil d'administration : Jürgen Schoch
- Premier membre honoraire : Adolf Weidmann (de) († 26 juin 1997)
- Membre honoraire : Christel Vollmerhausen († février 1998)
- Membre honoraire : Werner Lehmann († décembre 1998)
- Membre honoraire du conseil d'administration : Konrad Völkening († janvier 1999)
- Membre honoraire : Friedrich Marquardt († 2 novembre 2016)
- Membre honoraire : Franz Reist († 13 février 2017)

## Championnats allemands
La Deutsche Ultramarathon-Vereinigung (DUV) organise des championnats allemands sur les distances d'ultramarathon suivantes :
- 50 km depuis 1995
- 100 km de 1991 à 2001
- 6 heures depuis 2012
- 24 heures depuis 1989
- Ultra-trail depuis 2001

Le 16 février 2018, le conseil d'association de la Fédération allemande d'athlétisme (DLV) décide lors de sa réunion à Bochum de modifier les ordres de la DLV. Le 1er avril 2018 a lieu l’inclusion des ultra-longues distances dans le programme de compétition hommes/femmes des championnats allemands, avec les 50 km, les 6 heures et les 24 heures.